# Мессежана
Мессежана (порт.  Messejana) — фрегезия (район) в муниципалитете Алжуштрел округа Бежа в Португалии. Территория — 113,16 км². Население — 1112 жителей. Плотность населения — 9,8 чел/км².

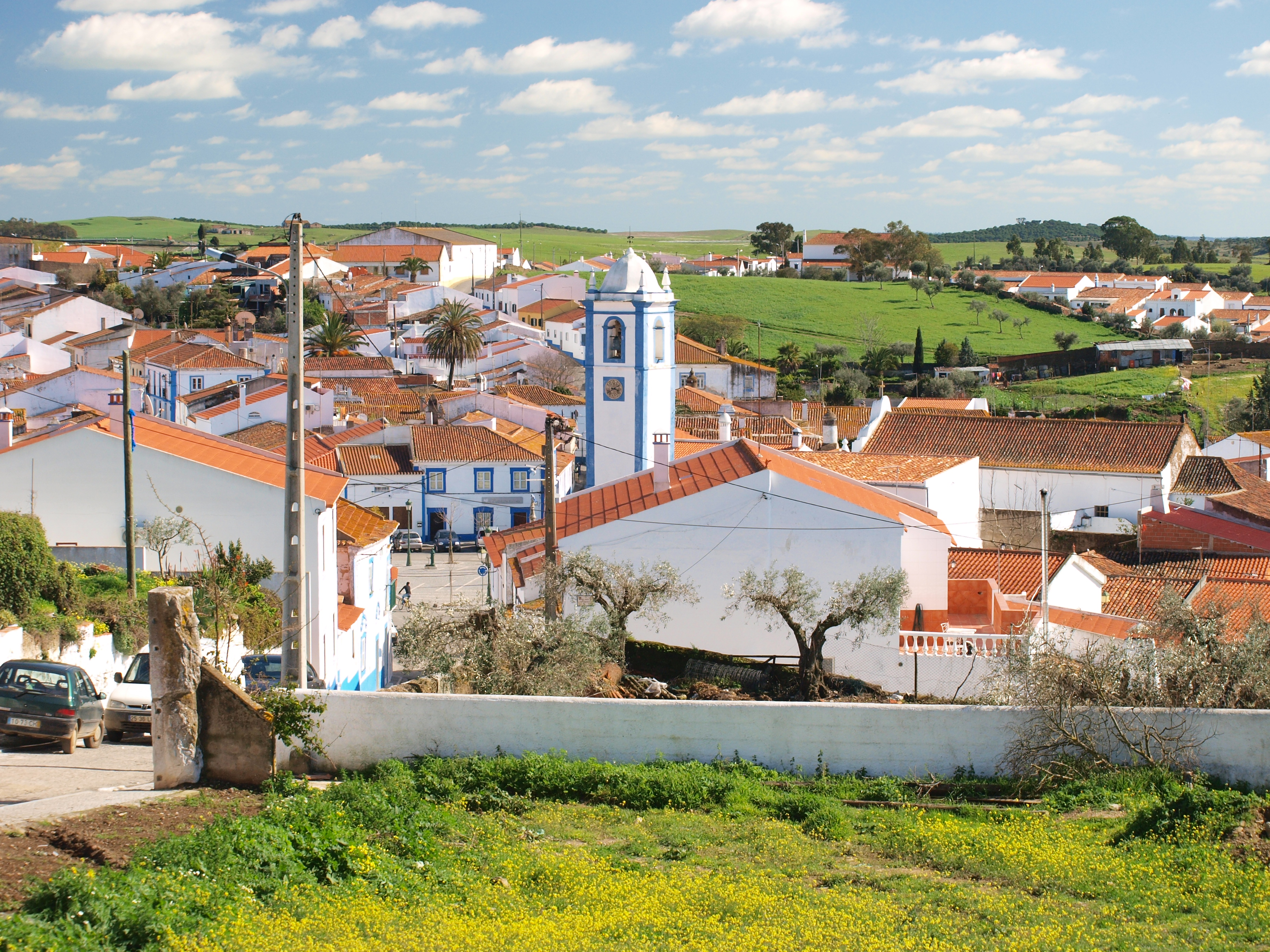
Мессежана